# Mantheyus
Mantheyus phuwuanensis — вид ящірок родини Agamidae. Mantheyus phuwuanensis — єдиний вид роду Mantheyus. Вид є ендеміком Південно-Східної Азії — зустрічається в західно-центральному Лаосі та північно-східному Таїланді.